# Raise Your Voice!
Raise Your Voice! is een single van de Amerikaanse punkband Bad Religion. De zang wordt gedaan door Campino van de Duitse band Die Toten Hosen. Het is het zesde nummer van het tiende studioalbum van de band, No Substance. Naast het oorspronkelijke album No Substance is de single ook verschenen op het latere compilatiealbum Punk Rock Songs.

## Samenstelling
- Greg Graffin - zang
- Brian Baker - gitaar
- Greg Hetson - gitaar
- Jay Bentley - basgitaar
- Bobby Schayer - drums
- Campino (van Die Toten Hosen) - zang